# Alguém Como Eu (filme)
Alguém Como Eu é um filme luso-brasileiro do género comédia, realizado por Leonel Vieira e produzido por Caio Gullane, Fabiano Gullane e Leonel Vieira. Estreou-se em Portugal a 12 de outubro de 2017.

## Sinopse
Helena, uma jovem mulher de 30 anos, toma a decisão de viver em Lisboa, ser solteira, independente e indisponível. Mas como todos nós, Helena não controla o destino e dá de caras com o homem da sua vida. Aquilo que parecia ser um ano longe de aventuras amorosas e, apenas, de puro enriquecimento pessoal, transforma-se num louco e imprevisível teste à inteligência emocional. O maior problema é quando Helena pede a Deus uma preciosa ajuda: ela só queria um homem mais parecido com ela. Isso passa a ser uma combinação de duas coisas: um homem e uma mulher.

## Elenco
- Paolla Oliveira como Helena
- Ricardo Pereira como Alex
- Júlia Rabello como Joana
- Arlindo Lopes como Fred
- Sara Prata como Alex Mulher
- Paulo Pires como amigo da Joana
- José Martins como psicólogo
- Dânia Neto como Raquel
- Manuel Marques
- José Mateus
- José Pedro Vasconcelos
- Ângela Pinto
- Raimundo Cosme
- Mariza como ela própria
- Eduardo Madeira
- Luís Oliveira